# Croton herzogianus
Croton herzogianus là một loài thực vật có hoa trong họ Đại kích. Loài này được (Pax & K.Hoffm.) Radcl.-Sm. & Govaerts mô tả khoa học đầu tiên năm 1997.